# El Guantelete
El Guantelete (en inglés, The Gauntlet), es una nave espacial ficticia creada para la serie animada por computadora Star Wars: Las Guerras Clon. Fue un caza/transporte clase Kom'rk, cuyo dueño y piloto era lady Bo-Katan Kryze, líder de la Resistencia Mandaloriana, durante su búsqueda de aliados que ayudaran a liberar y reconstruir su planeta natal, Mandalore. Posteriormente el Guantelete hizo su debut en vivo en la serie de acción real The Mandalorian junto a la actriz Katee Sackhoff quien también debutó en esta serie como Bo-Katan.
El caza estelar Guantelete fue la elegante nave de combate de la líder de la Resistencia Mandaloriana, Bo-Katan Kryze, desde los tiempos finales de la Guerra de los Clones, hasta la época de la Reconquista de Mandalore.
La nave también sirvió como transporte de tropas. 
El Guantelete fue la única nave con la que se quedó Bo-Katan, cuando el resto de los mandalorianos se llevaron las demás naves de la flota y remanente imperial confiscados durante los años de trabajo en conjunto, dejándola sola en Kalevala.

## Descripción
Este Caza Estelar tiene un casco principal flanqueado por grandes alas pivotantes que contienen los motores de la nave. Las alas están montadas sobre un soporte con collar, que puede girar independientemente del casco, lo que ofrece al barco una maniobrabilidad notable para un caza de su tamaño. Además, tiene un gran impacto, ya que lleva dos cañones láser delanteros y un par de cañones orientados hacia atrás que flanquean su tubo de abordaje.
Como caza/transporte clase Kom'rk, el Guantelete estaba equipado con un hiperimpulsor Clase 1, cuatro motores, una computadora de orientación y cuatro cañones láser; dos montados en el morro y dos en la parte trasera. La nave espacial podía estar tripulada por dos pilotos y medía 52,3 metros de longitud. 
Como otros barcos de su clase, podría alcanzar una velocidad máxima de 1.000 kilómetros por hora.

## Historia
En el 19 ABY, tras la disolución de La Guardia de la Muerte, el mundo natal de los mandalorianos, Mandalore, cayó bajo el gobierno del renegado Sith Dathomiriano Darth Maul. En consecuencia, Bo-Katan Kryze, comandante de los Búhos Nocturnos y exmiembro de la Guardia de la Muerte, se refugió a bordo del Guantelete junto a Ursa Wren y otro miembro de este grupo. Como líder de la resistencia de Mandalore, Kryze y los demás buscaron aliados potenciales para unirse a ellos y ayudar a liberar su hogar del control de Maul.
Ese mismo año, durante la persecución del trío de la ex Jedi Ahsoka Tano, Kryze pilotó el caza clase Kom'rk y abandonó el planeta Oba Diah, siguiendo al carguero clase Nebulosa "Silver Angel", una nave en la que viajaba Tano. Fijando al Ángel, usando la computadora de objetivos del caza, siguieron al carguero hasta el Nivel 1313 en el planeta Coruscant de los Mundos del Núcleo, donde Kryze se encontró con Tano y le pidió ayuda. Cuando los antiguos Jedi aceptaron ayudar a Bo-Katan, abordaron el caza/transporte clase Kom'rk y partieron juntos del Nivel 1313.
Durante la Era de la Nueva República, la nave estuvo presente en Lafete.
El Guantelete fue la única nave con la que se quedó Bo-Katan en el castillo Kryze, cuando Axe Woves, y el resto del Clan Kryze se llevaron el remanente de las naves y empezaron un nuevo ciclo como mercenarios a sueldo, molestos por la negativa de Kryze de retar a duelo a Din Djarin.
Ella utilizó el Guantelete para movilizarse en diferentes misiones por su cuenta; usó su caza estelar para viajar de Kalevala a Mandalore con R5-D4 y Grogu a fin de rescatar a Din Djarin. Cuando regresó a Kalevala, fue atacada por interceptores TIE/IN. Pudo destruir varios cazas y utilizó un misil buscador para destruir un bombardero TIE/sa, pero finalmente debió realizar una transposición, después de que llegó un respaldo de TIE.
La nave fue utilizada para varias misiones antes de participar en la reconquista de Mandalore.

## Misiones y batallas
- Misión a las Aguas Vivas[10]
- Batalla en Kalevala[11]
- Rescate de Ragnar Vizsla[12]
- Batalla del asedio de piratas en Nevarro[13]
- Misión a Plazir-15[14]
- Reconquista de Mandalore[15]

## Propietarios y operadores
La nave pertenecía a Bo-Katan Kryze desde la época posterior a la toma de Mandalore por parte de Darth Maul.
En ese entonces, Kryze junto a Ursa Wren y otro conpañero buscaron aliados dispuestos a ayudarlos a liberar Mandalore.

## Curiosidades
-El Guantelete apareció por primera vez en "Together Again", el octavo episodio de la séptima y última temporada de la serie de televisión Star Wars: The Clone Wars, que se emitió el 10 de abril de 2020.

-El Arte conceptual para los interiores del barco, fue fechado el 7 de junio. 2018, fue dibujado por JP Balmet, mientras que el concepto de iluminación estuvo a cargo de Jason Boesch.

-La nave recibió su nombre en el paquete de expansión Gauntlet Fighter 2022 para el juego de miniaturas Star Wars: X-Wing Second Edition, lanzado por Atomic Mass Games.